# Bellevue (Szwajcaria)
Bellevue – gmina (fr. commune; niem. Gemeinde) w Szwajcarii, w kantonie Genewa. Leży nad Jeziorem Genewskim.  

## Demografia
W Bellevue mieszka 3 467 osób. W 2020 roku 36,7% populacji gminy stanowiły osoby urodzone poza Szwajcarią.

## Transport
Przez teren gminy przebiegają autostrada A1 oraz droga główna nr 1.